# Giải bóng chuyền vô địch quốc gia Việt Nam 2021

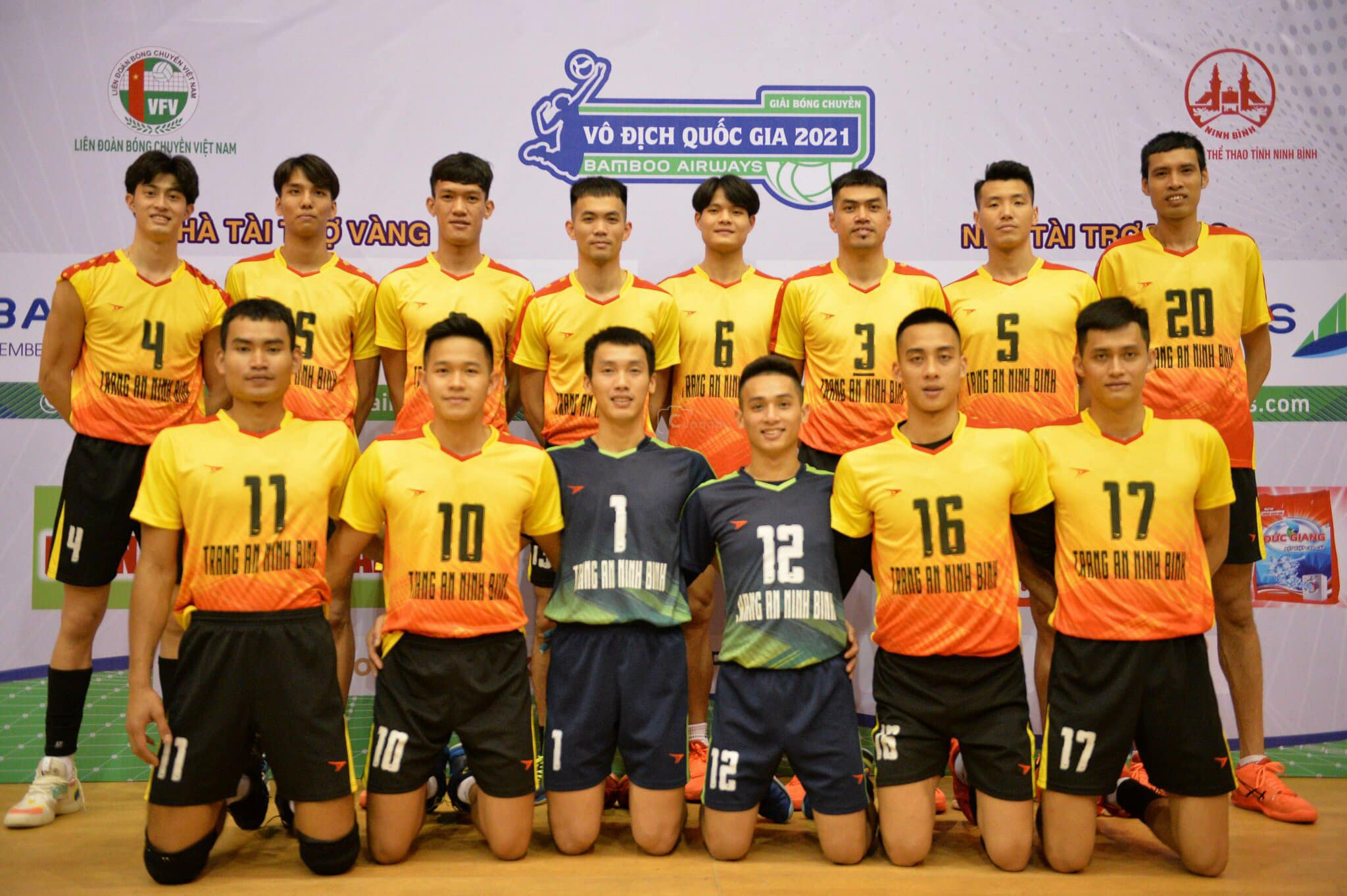
Đội hình giành giải vô địch quốc gia 2021 của Tràng An Ninh Bình

Giải vô địch bóng chuyền quốc gia Việt Nam 2021 là mùa giải thứ 18 của Giải bóng chuyền vô địch quốc gia Việt Nam.  Giải VĐQG 2021 diễn ra trong 2 giai đoạn tháng 4 và tháng 12 tại Quảng Ninh, Hà Nội và Ninh Bình. Tổng số 88 trận đấu trong đó giai đoạn 1 có 40 trận, giai đoạn 2 có 36 trận và chung kết xếp hạng có 12 trận. Kết thúc mùa giải đã tìm ra các đội vô địch là đội Nam Tràng An Ninh Bình và Nữ Bộ Tư lệnh Thông tin - FLC.

## Danh sách các đội tham dự
Giải bóng chuyền VĐQG 2021 có 20 đội tham dự (gồm 18 đội thi đấu ở giải VĐQG 2020 và 02 đội vô địch hạng A 2020 thăng hạng), cụ thể theo thứ tự như sau:
- 10 đội nam: Sanest Khánh Hòa, TP. Hồ Chí Minh, Tràng An Ninh Bình, Biên Phòng, Thể Công, Hà Tĩnh, Lavie Long An, VLXD Bình Dương, Hà Nội và tân binh  Bến Tre.
- 10 đội nữ: Bộ Tư lệnh Thông tin - FLC, HCĐG Hà Nội, Kinh Bắc Bắc Ninh, Ngân hàng Công Thương,  VTV Bình Điền Long An, Than Quảng Ninh, Đắk Lắk, Hải Tiến Thanh Hóa và 2 tân binh WSUN Thái Bình cùng Ninh Bình Doveco.

## Kế hoạch và thể thức thi đấu
Giải Bóng chuyền Vô Địch Quốc gia năm 2021 khởi tranh từ ngày 10 cho đến ngày 15/4/2021. 20 CLB bóng chuyền chia ra làm 2 bảng đấu & được thi đấu giai đoạn 1 ở Quảng Ninh & Hà Nội. Ở bảng A có 10 CLB thi đấu tại Quảng Ninh và ở bảng B có 10 CLB thi đấu tại Hà Nội. Các đội thi đấu theo thể thức vòng tròn 1 lượt & và chọn ra hai đội nhất, nhì bảng A và B (nam, nữ) để tham dự cúp Hùng Vương, đồng thời xếp hạng phân nhóm bảng đấu C & D (nam và nữ) để tiếp tục thi đấu tại vòng 2. Vòng Chung kết xếp hạng tổ chức ở Ninh Bình vào tháng 12 (kế hoạch ban đầu Giai đoạn 2 sẽ tổ chức tại Quảng Nam và Đăk Nông nhưng hai địa phương này bị ảnh hưởng bởi dịch covid nên giải chuyển về thi đấu tập trung tại Ninh Bình).

## Bốc thăm xếp bảng đấu
Với việc xác định được Gia Lâm và Quảng Ninh là địa điểm đăng cai 2 bảng đấu và việc tiến hành bốc thăm chia bảng theo thứ hạng của mùa giải 2020 với sự phân cặp: 1-2; 3-4; 5-6; 7-8; 9-Thái Bình. Như vậy có thể xác định trước Than Quảng Ninh và BTL Thông tin - LienVietPostBank sẽ nằm cùng bảng A. Hóa chất Đức Giang Hà Nội và VTV Bình Điền Long An sẽ nằm ở bảng B. Các cặp còn lại cần bốc thăm là Kinh Bắc Bắc Ninh - Ngân hàng Công thương, Ninh Bình - Đăk Lăk, Hải Tiến Thanh Hóa-Thái Bình.
Kết quả bốc thăm như sau:
Bảng A diễn ra tại Quảng Ninh:
5 đội nam: TP. Hồ Chí Minh, Tràng An Ninh Bình, Hà Tĩnh, Lavie Long An, Hà Nội.
5 đội nữ: Bộ Tư lệnh Thông tin - FLC, Ngân hàng Công Thương, Than Quảng Ninh, Ninh Bình Doveco, Hải Tiến Thanh Hóa.
Bảng B diễn ra tại Hà Nội:
5 đội nam: Sanest Khánh Hòa, Biên Phòng, Thể Công, VLXD Bình Dương, Bến Tre.
5 đội nữ: HCĐG Hà Nội, Kinh Bắc Bắc Ninh, VTV Bình Điền Long An, Đắk Lắk, WSUN Thái Bình.

## Kết quả thi đấu vòng 1
|  | Đội lọt vào bảng C ở vòng 2 |
|  | Đội lọt vào bảng D ở vòng 2 |

### Bảng A Nam (tại Quảng Ninh)
|      |                    | Trận đấu | Trận đấu | Điểm | Set | Set | Set   | Điểm | Điểm | Điểm  |
| Hạng | Đội                | T        | B        | Điểm | T   | B   | Tỉ lệ | T    | B    | Tỉ lệ |
| ---- | ------------------ | -------- | -------- | ---- | --- | --- | ----- | ---- | ---- | ----- |
| 1    | Tràng An Ninh Bình | 3        | 1        | 9    | 10  | 4   | 2.500 | 353  | 311  | 1.135 |
| 2    | Hà Tĩnh            | 3        | 1        | 8    | 10  | 7   | 1.429 | 382  | 361  | 1.058 |
| 3    | TP. Hồ Chí Minh    | 2        | 2        | 8    | 10  | 8   | 1.250 | 406  | 381  | 1.066 |
| 4    | Hà Nội             | 1        | 3        | 3    | 6   | 11  | 0.545 | 361  | 393  | 0.919 |
| 5    | Lavie Long An      | 1        | 3        | 2    | 5   | 11  | 0.455 | 311  | 367  | 0.847 |

| Ngày       | Thời gian |                    | Điểm |                    | Set 1 | Set 2 | Set 3 | Set 4 | Set 5 | Tổng    | Nguồn |
| ---------- | --------- | ------------------ | ---- | ------------------ | ----- | ----- | ----- | ----- | ----- | ------- | ----- |
| 10 tháng 4 | 13:00     | TP. Hồ Chí Minh    | 2–3  | Hà Tĩnh            | 25–20 | 25–21 | 13–25 | 19–25 | 13–15 | 95–106  |       |
| 10 tháng 4 | 17:00     | Lavie Long An      | 3–2  | Hà Nội             | 25–17 | 22–25 | 27–25 | 22–25 | 15–10 | 111–102 |       |
| 11 tháng 4 | 16:00     | Tràng An Ninh Bình | 1–3  | TP. Hồ Chí Minh    | 25–21 | 30–32 | 23–25 | 27–29 |       | 105–107 |       |
| 11 tháng 4 | 20:00     | Hà Tĩnh            | 3–1  | Lavie Long An      | 21–25 | 25–22 | 25–19 | 25–16 |       | 96–82   |       |
| 12 tháng 4 | 16:00     | Tràng An Ninh Bình | 3–0  | Hà Nội             | 25–22 | 25–23 | 25–23 |       |       | 75–68   |       |
| 12 tháng 4 | 20:00     | TP. Hồ Chí Minh    | 3–1  | Lavie Long An      | 19–25 | 25–13 | 25–13 | 25–14 |       | 94–65   |       |
| 14 tháng 4 | 16:00     | Hà Tĩnh            | 1–3  | Tràng An Ninh Bình | 23–25 | 18–25 | 25–23 | 17–25 |       | 83–98   |       |
| 14 tháng 4 | 20:00     | Hà Nội             | 3–2  | TP. Hồ Chí Minh    | 15–25 | 17–25 | 33–31 | 25–16 | 15–13 | 105–110 |       |
| 15 tháng 4 | 16:00     | Lavie Long An      | 0–3  | Tràng An Ninh Bình | 13–25 | 19–25 | 21–25 |       |       | 53–75   |       |
| 15 tháng 4 | 20:00     | Hà Nội             | 1–3  | Hà Tĩnh            | 25–22 | 22–25 | 19–25 | 20–25 |       | 86–97   |       |

### Bảng B Nam (tại Hà Nội)
|      |                  | Trận đấu | Trận đấu | Điểm | Set | Set | Set   | Điểm | Điểm | Điểm  |
| Hạng | Đội              | T        | B        | Điểm | T   | B   | Tỉ lệ | T    | B    | Tỉ lệ |
| ---- | ---------------- | -------- | -------- | ---- | --- | --- | ----- | ---- | ---- | ----- |
| 1    | Sanest Khánh Hòa | 4        | 0        | 10   | 12  | 4   | 3.000 | 375  | 321  | 1.168 |
| 2    | Thể Công         | 3        | 1        | 9    | 11  | 6   | 1.833 | 378  | 341  | 1.109 |
| 3    | Biên Phòng       | 2        | 2        | 7    | 10  | 8   | 1.250 | 391  | 371  | 1.054 |
| 4    | VLXD Bình Dương  | 1        | 3        | 4    | 5   | 10  | 0.500 | 307  | 339  | 0.906 |
| 5    | Bến Tre          | 0        | 4        | 0    | 2   | 12  | 0.167 | 264  | 343  | 0.770 |

| Ngày       | Thời gian |                  | Điểm |                  | Set 1 | Set 2 | Set 3 | Set 4 | Set 5 | Tổng    | Nguồn |
| ---------- | --------- | ---------------- | ---- | ---------------- | ----- | ----- | ----- | ----- | ----- | ------- | ----- |
| 10 tháng 4 | 13:00     | Biên Phòng       | 3–2  | VLXD Bình Dương  | 23–25 | 25–15 | 25–16 | 22–25 | 21–19 | 116–100 |       |
| 10 tháng 4 | 17:00     | Sanest Khánh Hòa | 3–2  | Thể Công         | 25–19 | 27–29 | 25–14 | 21–25 | 15–12 | 113–99  |       |
| 11 tháng 4 | 16:00     | Bến Tre          | 0–3  | Biên Phòng       | 21–25 | 12–25 | 20–25 |       |       | 53–75   |       |
| 11 tháng 4 | 20:00     | VLXD Bình Dương  | 0–3  | Sanest Khánh Hòa | 16–25 | 20–25 | 23–25 |       |       | 59–75   |       |
| 12 tháng 4 | 16:00     | Bến Tre          | 1–3  | Thể Công         | 16–25 | 25–23 | 17–25 | 21–25 |       | 79–98   |       |
| 12 tháng 4 | 20:00     | Biên Phòng       | 2–3  | Sanest Khánh Hòa | 19–25 | 20–25 | 26–24 | 25–22 | 14–16 | 104–112 |       |
| 14 tháng 4 | 16:00     | VLXD Bình Dương  | 3–1  | Bến Tre          | 20–25 | 25–17 | 25–15 | 25–16 |       | 95–73   |       |
| 14 tháng 4 | 20:00     | Thể Công         | 3–2  | Biên Phòng       | 25–20 | 21–25 | 20–25 | 25–19 | 15–7  | 106–96  |       |
| 15 tháng 4 | 16:00     | Sanest Khánh Hòa | 3–0  | Bến Tre          | 25–18 | 25–23 | 25–18 |       |       | 75–59   |       |
| 15 tháng 4 | 20:00     | Thể Công         | 3–0  | VLXD Bình Dương  | 25–17 | 25–18 | 25–18 |       |       | 75–53   |       |

### Bảng A Nữ (tại Quảng Ninh)
|      |                            | Trận đấu | Trận đấu | Điểm | Set | Set | Set   | Điểm | Điểm | Điểm  |
| Hạng | Đội                        | T        | B        | Điểm | T   | B   | Tỉ lệ | T    | B    | Tỉ lệ |
| ---- | -------------------------- | -------- | -------- | ---- | --- | --- | ----- | ---- | ---- | ----- |
| 1    | Bộ Tư lệnh Thông tin - FLC | 4        | 0        | 10   | 12  | 4   | 3.000 | 361  | 283  | 1.276 |
| 2    | Ninh Bình Doveco           | 3        | 1        | 9    | 11  | 6   | 1.833 | 377  | 358  | 1.053 |
| 3    | Than Quảng Ninh            | 2        | 2        | 8    | 10  | 7   | 1.429 | 376  | 337  | 1.116 |
| 4    | Ngân hàng Công Thương      | 1        | 3        | 2    | 3   | 11  | 0.273 | 245  | 328  | 0.747 |
| 5    | Hải Tiến Thanh Hóa         | 0        | 4        | 1    | 4   | 12  | 0.333 | 313  | 366  | 0.855 |

| Ngày       | Thời gian |                            | Điểm |                            | Set 1 | Set 2 | Set 3 | Set 4 | Set 5 | Tổng    | Nguồn |
| ---------- | --------- | -------------------------- | ---- | -------------------------- | ----- | ----- | ----- | ----- | ----- | ------- | ----- |
| 10 tháng 4 | 15:00     | Ninh Bình Doveco           | 3–1  | Hải Tiến Thanh Hóa         | 25–19 | 25–21 | 16–25 | 25–21 |       | 91–86   |       |
| 10 tháng 4 | 20:30     | Ngân hàng Công Thương      | 0–3  | Than Quảng Ninh            | 19–25 | 18–25 | 11–25 |       |       | 48–75   |       |
| 11 tháng 4 | 14:00     | Bộ Tư lệnh Thông tin - FLC | 3–2  | Ninh Bình Doveco           | 20–25 | 25–16 | 25–17 | 23–25 | 15–12 | 108–95  |       |
| 11 tháng 4 | 18:00     | Hải Tiến Thanh Hóa         | 2–3  | Ngân hàng Công Thương      | 19–25 | 25–20 | 25–16 | 23–25 | 11–15 | 103–101 |       |
| 12 tháng 4 | 14:00     | Bộ Tư lệnh Thông tin - FLC | 3–2  | Than Quảng Ninh            | 18–25 | 19–25 | 25–16 | 25–22 | 15–7  | 102–95  |       |
| 12 tháng 4 | 18:00     | Ninh Bình Doveco           | 3–0  | Ngân hàng Công Thương      | 25–23 | 25–15 | 25–18 |       |       | 75–56   |       |
| 14 tháng 4 | 14:00     | Hải Tiến Thanh Hóa         | 0–3  | Bộ Tư lệnh Thông tin - FLC | 24–26 | 10–25 | 19–25 |       |       | 53–76   |       |
| 14 tháng 4 | 18:00     | Than Quảng Ninh            | 2–3  | Ninh Bình Doveco           | 20–25 | 25–23 | 28–26 | 25–27 | 10–15 | 108–116 |       |
| 15 tháng 4 | 14:00     | Ngân hàng Công Thương      | 0–3  | Bộ Tư lệnh Thông tin - FLC | 12–25 | 12–25 | 16–25 |       |       | 40–75   |       |
| 15 tháng 4 | 18:00     | Than Quảng Ninh            | 3–1  | Hải Tiến Thanh Hóa         | 23–25 | 25–15 | 25–19 | 25–12 |       | 98–71   |       |

### Bảng B Nữ (tại Hà Nội)
|      |                       | Trận đấu | Trận đấu | Điểm | Set | Set | Set   | Điểm | Điểm | Điểm  |
| Hạng | Đội                   | T        | B        | Điểm | T   | B   | Tỉ lệ | T    | B    | Tỉ lệ |
| ---- | --------------------- | -------- | -------- | ---- | --- | --- | ----- | ---- | ---- | ----- |
| 1    | HCĐG Hà Nội           | 3        | 1        | 10   | 11  | 5   | 2.200 | 378  | 332  | 1.139 |
| 2    | VTV Bình Điền Long An | 3        | 1        | 8    | 9   | 5   | 1.800 | 319  | 291  | 1.096 |
| 3    | WSUN Thái Bình        | 2        | 2        | 6    | 8   | 6   | 1.333 | 312  | 308  | 1.013 |
| 4    | Kinh Bắc Bắc Ninh     | 2        | 2        | 6    | 7   | 7   | 1.000 | 310  | 311  | 0.997 |
| 5    | Đắk Lắk               | 0        | 4        | 0    | 0   | 12  | 0.000 | 223  | 300  | 0.743 |

| Ngày       | Thời gian |                       | Điểm |                       | Set 1 | Set 2 | Set 3 | Set 4 | Set 5 | Tổng    | Nguồn |
| ---------- | --------- | --------------------- | ---- | --------------------- | ----- | ----- | ----- | ----- | ----- | ------- | ----- |
| 10 tháng 4 | 15:00     | Đắk Lắk               | 0–3  | Kinh Bắc Bắc Ninh     | 23–25 | 14–25 | 17–25 |       |       | 54–75   |       |
| 10 tháng 4 | 20:30     | WSUN Thái Bình        | 1–3  | HCĐG Hà Nội           | 26–24 | 20–25 | 11–25 | 20–25 |       | 77–99   |       |
| 11 tháng 4 | 14:00     | VTV Bình Điền Long An | 3–0  | Đắk Lắk               | 25–17 | 25–17 | 25–22 |       |       | 75–56   |       |
| 11 tháng 4 | 18:00     | Kinh Bắc Bắc Ninh     | 3–1  | WSUN Thái Bình        | 25–18 | 17–25 | 25–23 | 25–19 |       | 92–85   |       |
| 12 tháng 4 | 14:00     | VTV Bình Điền Long An | 3–2  | HCĐG Hà Nội           | 20–25 | 21–25 | 28–26 | 25–21 | 15–10 | 109–107 |       |
| 12 tháng 4 | 18:00     | Đắk Lắk               | 0–3  | WSUN Thái Bình        | 20–25 | 14–25 | 23–25 |       |       | 57–75   |       |
| 14 tháng 4 | 14:00     | Kinh Bắc Bắc Ninh     | 0–3  | VTV Bình Điền Long An | 21–25 | 14–25 | 18–25 |       |       | 53–75   |       |
| 14 tháng 4 | 18:00     | HCĐG Hà Nội           | 3–0  | Đắk Lắk               | 25–19 | 25–17 | 25–20 |       |       | 75–56   |       |
| 15 tháng 4 | 14:00     | WSUN Thái Bình        | 3–0  | VTV Bình Điền Long An | 25–23 | 25–20 | 25–17 |       |       | 75–60   |       |
| 15 tháng 4 | 18:00     | HCĐG Hà Nội           | 3–1  | Kinh Bắc Bắc Ninh     | 21–25 | 25–20 | 25–21 | 26–24 |       | 97–90   |       |

## Cúp Hùng Vương 2021
Kết thúc vòng 1, ở nội dung của nam, 4 đội bóng gồm Tràng An Ninh Bình (nhất bảng A), Hà Tĩnh (nhì bảng A), Sanest Khánh Hòa (nhất bảng B) và Thể Công (nhì bảng B) giành quyền tham dự cúp Hùng Vương 2021. Ở nội dung của nữ 4 cái tên tham dự cúp Hùng Vương là Bộ Tư lệnh Thông tin - FLC (nhất bảng A), Ninh Bình Doveco (nhì bảng A), HCĐG Hà Nội (nhất bảng B) và VTV Bình Điền Long An (nhì bảng B). Cúp Hùng Vương 2021 diễn ra nhà thi đấu Việt Trì tỉnh Phú Thọ từ ngày 18/4 đến 21/4. Kết quả của Cúp Hùng Vương không ảnh hưởng đến thứ hạng các đội tại giải VĐQG.

### Kết quả Nam
|  | Bán kết            | Bán kết          |                    |   | Chung kết | Chung kết |
|  |                    |                  |                    |   |           |           |
|  | 18 tháng 4         |                  |                    |   |           |           |
|  |                    |                  |                    |   |           |           |
|  | Tràng An Ninh Bình | 3                |                    |   |           |           |
|  | Tràng An Ninh Bình | 3                | 21 tháng 4         |   |           |           |
|  | Thể Công           | 2                |                    |   |           |           |
|  | Thể Công           | 2                | Tràng An Ninh Bình | 1 |           |           |
|  | 19 tháng 4         |                  | Tràng An Ninh Bình | 1 |           |           |
|  |                    | Sanest Khánh Hòa | 3                  |   |           |           |
|  | Sanest Khánh Hòa   | Sanest Khánh Hòa | 3                  | 3 |           |           |
|  | Sanest Khánh Hòa   |                  |                    | 3 |           |           |
|  | Hà Tĩnh            | 1                |                    |   |           |           |
|  | Hà Tĩnh            | 1                | Trận tranh hạng 3  |   |           |           |
|  |                    |                  |                    |   |           |           |
|  | 20 tháng 4         |                  |                    |   |           |           |
|  |                    |                  |                    |   |           |           |
|  | Thể Công           | 3                |                    |   |           |           |
|  | Thể Công           | 3                |                    |   |           |           |
|  | Hà Tĩnh            | 0                |                    |   |           |           |

#### Bán kết Nam
| Ngày       | Thời gian |                    | Điểm |          | Set 1 | Set 2 | Set 3 | Set 4 | Set 5 | Tổng   | Nguồn     |
| ---------- | --------- | ------------------ | ---- | -------- | ----- | ----- | ----- | ----- | ----- | ------ | --------- |
| 18 tháng 4 | 21:00     | Tràng An Ninh Bình | 3–2  | Thể Công | 25–16 | 25–14 | 22–25 | 18–25 | 15–13 | 105–93 | Trực tiếp |
| 19 tháng 4 | 21:00     | Sanest Khánh Hòa   | 3–1  | Hà Tĩnh  | 22–25 | 25–17 | 25–13 | 25–14 |       | 97–69  | Trực tiếp |

#### Trận tranh hạng 3 Nam
| Ngày       | Thời gian |          | Điểm |         | Set 1 | Set 2 | Set 3 | Set 4 | Set 5 | Tổng  | Nguồn     |
| ---------- | --------- | -------- | ---- | ------- | ----- | ----- | ----- | ----- | ----- | ----- | --------- |
| 20 tháng 4 | 19:00     | Thể Công | 3–0  | Hà Tĩnh | 25–22 | 25–17 | 25–20 |       |       | 75–59 | Trực tiếp |

#### Chung kết Nam
| Ngày       | Thời gian |                    | Điểm |                  | Set 1 | Set 2 | Set 3 | Set 4 | Set 5 | Tổng  | Nguồn     |
| ---------- | --------- | ------------------ | ---- | ---------------- | ----- | ----- | ----- | ----- | ----- | ----- | --------- |
| 21 tháng 4 | 21:00     | Tràng An Ninh Bình | 1–3  | Sanest Khánh Hòa | 20–25 | 25–27 | 25–14 | 22–25 |       | 92–91 | Trực tiếp |

### Kết quả Nữ
|  | Bán kết                    | Bán kết     |                       |   | Chung kết | Chung kết |
|  |                            |             |                       |   |           |           |
|  | 18 tháng 4                 |             |                       |   |           |           |
|  |                            |             |                       |   |           |           |
|  | Bộ Tư lệnh Thông tin - FLC | 0           |                       |   |           |           |
|  | Bộ Tư lệnh Thông tin - FLC | 0           | 20 tháng 4            |   |           |           |
|  | VTV Bình Điền Long An      | 3           |                       |   |           |           |
|  | VTV Bình Điền Long An      | 3           | VTV Bình Điền Long An | 3 |           |           |
|  | 19 tháng 4                 |             | VTV Bình Điền Long An | 3 |           |           |
|  |                            | HCĐG Hà Nội | 1                     |   |           |           |
|  | HCĐG Hà Nội                | HCĐG Hà Nội | 1                     | 3 |           |           |
|  | HCĐG Hà Nội                |             |                       | 3 |           |           |
|  | Ninh Bình Doveco           | 1           |                       |   |           |           |
|  | Ninh Bình Doveco           | 1           | Trận tranh hạng 3     |   |           |           |
|  |                            |             |                       |   |           |           |
|  | 21 tháng 4                 |             |                       |   |           |           |
|  |                            |             |                       |   |           |           |
|  | Bộ Tư lệnh Thông tin - FLC | 2           |                       |   |           |           |
|  | Bộ Tư lệnh Thông tin - FLC | 2           |                       |   |           |           |
|  | Ninh Bình Doveco           | 3           |                       |   |           |           |

#### Bán kết Nữ
| Ngày       | Thời gian |                            | Điểm |                       | Set 1 | Set 2 | Set 3 | Set 4 | Set 5 | Tổng   | Nguồn     |
| ---------- | --------- | -------------------------- | ---- | --------------------- | ----- | ----- | ----- | ----- | ----- | ------ | --------- |
| 18 tháng 4 | 19:00     | Bộ Tư lệnh Thông tin - FLC | 0–3  | VTV Bình Điền Long An | 12–25 | 25–27 | 20–25 |       |       | 57–77  | Trực tiếp |
| 19 tháng 4 | 19:00     | HCĐG Hà Nội                | 3–1  | Ninh Bình Doveco      | 25–21 | 25–18 | 26–28 | 25–18 |       | 101–85 | Trực tiếp |

#### Trận tranh hạng 3 Nữ
| Ngày       | Thời gian |                            | Điểm |                  | Set 1 | Set 2 | Set 3 | Set 4 | Set 5 | Tổng    | Nguồn     |
| ---------- | --------- | -------------------------- | ---- | ---------------- | ----- | ----- | ----- | ----- | ----- | ------- | --------- |
| 21 tháng 4 | 19:00     | Bộ Tư lệnh Thông tin - FLC | 2–3  | Ninh Bình Doveco | 25–23 | 19–25 | 25–20 | 19–25 | 12–15 | 100–108 | Trực tiếp |

#### Chung kết Nữ
| Ngày       | Thời gian |                       | Điểm |             | Set 1 | Set 2 | Set 3 | Set 4 | Set 5 | Tổng  | Nguồn     |
| ---------- | --------- | --------------------- | ---- | ----------- | ----- | ----- | ----- | ----- | ----- | ----- | --------- |
| 20 tháng 4 | 21:00     | VTV Bình Điền Long An | 3–1  | HCĐG Hà Nội | 25–17 | 23–25 | 25–16 | 25–19 |       | 98–77 | Trực tiếp |

### Xếp hạng chung cuộc cúp Hùng Vương 2021
| \| Thứ hạng \| Giải Nam \| Giải Nữ \| \| -------- \| ------------------ \| -------------------------- \| \| 1 \| Sanest Khánh Hòa \| VTV Bình Điền Long An \| \| 2 \| Tràng An Ninh Bình \| HCĐG Hà Nội \| \| 3 \| Thể Công \| Ninh Bình Doveco \| \| 4 \| Hà Tĩnh \| Bộ Tư lệnh Thông tin - FLC \| |                    |                            |
| Thứ hạng | Giải Nam           | Giải Nữ                    |
| 1 | Sanest Khánh Hòa   | VTV Bình Điền Long An      |
| 2 | Tràng An Ninh Bình | HCĐG Hà Nội                |
| 3 | Thể Công           | Ninh Bình Doveco           |
| 4 | Hà Tĩnh            | Bộ Tư lệnh Thông tin - FLC |

## Xếp lại bảng đấu tại vòng 2
Sau khi vòng 1 khép lại, các đội xếp ở vị trí 1, 3 và 5 của bảng A và B sẽ lần lượt nhóm lại với các đội xếp hạng 2 và 4 ở bảng B và A để tạo thành bảng C và D. Các đội sẽ tiếp tục thi đấu vòng tròn một lượt tính điểm, sau đó cộng tổng thành tích ở hai vòng bảng để tìm ra những cái tên lọt vào vòng chung kết.
Vòng 2 và Vòng chung kết xếp hạng giải bóng chuyền VĐQG Cúp Bamboo Airways năm 2021 đã thay đổi thể thức sau khi 2 đội VTV Bình Điền Long An và Lavie Long An rút khỏi giải vì có 9 VĐV nhiễm COVID-19. Vòng chung kết xếp hạng được thay đổi khi không xếp thứ tự từ 1-10 để chọn ra 4 đội dẫn đầu bước vào Vòng chung kết xếp hạng thi đấu bán kết theo cặp 1-4, 2-3. Thể thức mới được áp dụng trở lại như tại mùa giải 2020 khi lấy các đội xếp hạng nhất, nhì mỗi bảng sau khi đã tổng hợp thêm kết quả tại vòng 1 vào thi đấu bán kết. Tại bán kết, đội nhất bảng C gặp đội nhì bảng D và nhì bảng C sẽ gặp đội nhất bảng D để tìm ra hai đội bóng xuất sắc nhất vào trận chung kết năm. Mặc dù không có đội bóng xuống hạng nhưng vòng chung kết ngược năm nay vẫn diễn ra để xếp hạng các đội từ 1-9. Sau khi hoàn thành giai đoạn 2 thì đội xếp thứ 3 ở bảng đấu có 5 đội sẽ nghiễm nhiên được xếp hạng 5 chung cuộc. 4 đội còn lại ở bảng 5 đội sẽ đấu chéo với bảng 4 đội ở bán kết xuôi và bán kết ngược.
Bảng C diễn ra tại Ninh Bình:
4 đội nam: Tràng An Ninh Bình, Thể Công, TP. Hồ Chí Minh và VLXD Bình Dương. (Do Lavie Long An bỏ cuộc).
4 đội nữ: Bộ Tư lệnh Thông tin - FLC, Than Quảng Ninh, Kinh Bắc Bắc Ninh và EDU Capital Thanh Hóa. (Do VTV Bình Điền Long An bỏ cuộc).
Bảng D diễn ra tại Ninh Bình:
5 đội nam: Sanest Khánh Hòa, Hà Tĩnh, Biên Phòng, Hà Nội, Bến Tre.
5 đội nữ: HCĐG Hà Nội, Ninh Bình Doveco, Geleximco Thái Bình, Ngân hàng Công Thương, Đắk Lắk.

## Kết quả thi đấu vòng 2
|  | Đội lọt vào bán kết       |
|  | Đội thi đấu phân hạng 6-9 |

### Bảng C Nam (tại Ninh Bình)
|      |                    | Trận đấu | Trận đấu | Điểm | Set | Set | Set   | Điểm | Điểm | Điểm  |
| Hạng | Đội                | T        | B        | Điểm | T   | B   | Tỉ lệ | T    | B    | Tỉ lệ |
| ---- | ------------------ | -------- | -------- | ---- | --- | --- | ----- | ---- | ---- | ----- |
| 1    | Thể Công           | 5        | 2        | 16   | 19  | 10  | 1.900 | 646  | 575  | 1.123 |
| 2    | Tràng An Ninh Bình | 5        | 2        | 14   | 17  | 9   | 1.889 | 625  | 547  | 1.143 |
| 3    | TP. Hồ Chí Minh    | 4        | 3        | 14   | 17  | 12  | 1.417 | 657  | 625  | 1.051 |
| 4    | VLXD Bình Dương    | 1        | 6        | 4    | 5   | 19  | 0.263 | 455  | 564  | 0.807 |

| Ngày        | Thời gian |                    | Điểm |                 | Set 1 | Set 2 | Set 3 | Set 4 | Set 5 | Tổng   | Nguồn |
| ----------- | --------- | ------------------ | ---- | --------------- | ----- | ----- | ----- | ----- | ----- | ------ | ----- |
| 14 tháng 12 | 14:00     | Thể Công           | 3–1  | TP. Hồ Chí Minh | 22–25 | 25–18 | 25–23 | 25–19 |       | 97–85  |       |
| 14 tháng 12 | 20:00     | Tràng An Ninh Bình | 3–0  | VLXD Bình Dương | 25–18 | 25–16 | 25–15 |       |       | 75–49  |       |
| 16 tháng 12 | 12:00     | Tràng An Ninh Bình | 3–2  | Thể Công        | 25–17 | 24–26 | 25–21 | 18–25 | 15–7  | 107–96 |       |
| 18 tháng 12 | 12:00     | VLXD Bình Dương    | 0–3  | TP. Hồ Chí Minh | 20–25 | 20–25 | 17–25 |       |       | 57–75  |       |
| 19 tháng 12 | 18:00     | Tràng An Ninh Bình | 1–3  | TP. Hồ Chí Minh | 23–25 | 19–25 | 25–16 | 23–25 |       | 90–91  |       |
| 19 tháng 12 | 20:00     | VLXD Bình Dương    | 0–3  | Thể Công        | 18–25 | 12–25 | 12–25 |       |       | 42–75  |       |

### Bảng D Nam (tại Ninh Bình)
|      |                  | Trận đấu | Trận đấu | Điểm | Set | Set | Set   | Điểm | Điểm | Điểm  |
| Hạng | Đội              | T        | B        | Điểm | T   | B   | Tỉ lệ | T    | B    | Tỉ lệ |
| ---- | ---------------- | -------- | -------- | ---- | --- | --- | ----- | ---- | ---- | ----- |
| 1    | Sanest Khánh Hòa | 8        | 0        | 20   | 24  | 8   | 3.000 | 736  | 626  | 1.176 |
| 2    | Hà Tĩnh          | 6        | 2        | 18   | 21  | 13  | 1.615 | 782  | 755  | 1.036 |
| 3    | Biên Phòng       | 4        | 4        | 14   | 19  | 15  | 1.267 | 759  | 718  | 1.057 |
| 4    | Hà Nội           | 2        | 6        | 6    | 11  | 20  | 0.550 | 666  | 722  | 0.922 |
| 5    | Bến Tre          | 0        | 8        | 0    | 3   | 24  | 0.125 | 531  | 669  | 0.794 |

| Ngày        | Thời gian |                  | Điểm |                  | Set 1 | Set 2 | Set 3 | Set 4 | Set 5 | Tổng    | Nguồn |
| ----------- | --------- | ---------------- | ---- | ---------------- | ----- | ----- | ----- | ----- | ----- | ------- | ----- |
| 15 tháng 12 | 18:00     | Sanest Khánh Hòa | 3–0  | Hà Nội           | 25–13 | 25–21 | 25–19 |       |       | 75–53   |       |
| 15 tháng 12 | 20:00     | Hà Tĩnh          | 3–1  | Biên Phòng       | 14–25 | 27–25 | 29–27 | 25–20 |       | 95–97   |       |
| 16 tháng 12 | 18:00     | Bến Tre          | 0–3  | Biên Phòng       | 21–25 | 22–25 | 17–25 |       |       | 60–75   |       |
| 16 tháng 12 | 20:00     | Sanest Khánh Hòa | 3–2  | Hà Tĩnh          | 25–21 | 20–25 | 25–19 | 18–25 | 15–10 | 103–100 |       |
| 17 tháng 12 | 18:00     | Hà Nội           | 1–3  | Hà Tĩnh          | 28–26 | 26–28 | 18–25 | 21–25 |       | 93–104  |       |
| 17 tháng 12 | 20:00     | Bến Tre          | 0–3  | Sanest Khánh Hòa | 23–25 | 18–25 | 12–25 |       |       | 53–75   |       |
| 18 tháng 12 | 18:00     | Biên Phòng       | 2–3  | Sanest Khánh Hòa | 25–23 | 19–25 | 19–25 | 25–20 | 11–15 | 99–108  |       |
| 18 tháng 12 | 20:00     | Hà Nội           | 3–0  | Bến Tre          | 25–14 | 25–20 | 25–19 |       |       | 75–53   |       |
| 20 tháng 12 | 18:00     | Hà Tĩnh          | 3–1  | Bến Tre          | 19–25 | 27–25 | 26–24 | 29–27 |       | 101–101 |       |
| 20 tháng 12 | 20:00     | Biên Phòng       | 3–1  | Hà Nội           | 25–16 | 27–25 | 20–25 | 25–18 |       | 97–84   |       |

### Bảng C Nữ (tại Ninh Bình)
|      |                            | Trận đấu | Trận đấu | Điểm | Set | Set | Set   | Điểm | Điểm | Điểm  |
| Hạng | Đội                        | T        | B        | Điểm | T   | B   | Tỉ lệ | T    | B    | Tỉ lệ |
| ---- | -------------------------- | -------- | -------- | ---- | --- | --- | ----- | ---- | ---- | ----- |
| 1    | Bộ Tư lệnh Thông tin - FLC | 7        | 0        | 18   | 21  | 6   | 3.500 | 621  | 477  | 1.302 |
| 2    | Than Quảng Ninh            | 4        | 3        | 14   | 16  | 10  | 1.600 | 586  | 527  | 1.112 |
| 3    | Kinh Bắc Bắc Ninh          | 3        | 4        | 10   | 12  | 13  | 0.923 | 537  | 557  | 0.964 |
| 4    | EDU Capital Thanh Hóa      | 0        | 7        | 1    | 4   | 21  | 0.190 | 471  | 591  | 0.797 |

| Ngày        | Thời gian |                            | Điểm |                       | Set 1 | Set 2 | Set 3 | Set 4 | Set 5 | Tổng   | Nguồn |
| ----------- | --------- | -------------------------- | ---- | --------------------- | ----- | ----- | ----- | ----- | ----- | ------ | ----- |
| 15 tháng 12 | 14:00     | Bộ Tư lệnh Thông tin - FLC | 3–0  | EDU Capital Thanh Hóa | 25–20 | 25–12 | 25–23 |       |       | 75–55  |       |
| 15 tháng 12 | 16:00     | Than Quảng Ninh            | 3–0  | Kinh Bắc Bắc Ninh     | 26–24 | 25–23 | 26–24 |       |       | 77–71  |       |
| 17 tháng 12 | 12:00     | Bộ Tư lệnh Thông tin - FLC | 3–0  | Than Quảng Ninh       | 25–21 | 25–16 | 25–21 |       |       | 75–58  |       |
| 19 tháng 12 | 14:00     | Bộ Tư lệnh Thông tin - FLC | 3–2  | Kinh Bắc Bắc Ninh     | 22–25 | 23–25 | 25–14 | 25–8  | 15–9  | 110–81 |       |
| 19 tháng 12 | 16:00     | Than Quảng Ninh            | 3–0  | EDU Capital Thanh Hóa | 25–17 | 25–13 | 25–14 |       |       | 75–44  |       |
| 20 tháng 12 | 16:00     | Kinh Bắc Bắc Ninh          | 3–0  | EDU Capital Thanh Hóa | 25–19 | 25–21 | 25–19 |       |       | 75–59  |       |

### Bảng D Nữ (tại Ninh Bình)
|      |                       | Trận đấu | Trận đấu | Điểm | Set | Set | Set   | Điểm | Điểm | Điểm  |
| Hạng | Đội                   | T        | B        | Điểm | T   | B   | Tỉ lệ | T    | B    | Tỉ lệ |
| ---- | --------------------- | -------- | -------- | ---- | --- | --- | ----- | ---- | ---- | ----- |
| 1    | HCĐG Hà Nội           | 6        | 2        | 19   | 20  | 9   | 2.222 | 693  | 601  | 1.153 |
| 2    | Ninh Bình Doveco      | 6        | 2        | 18   | 20  | 10  | 2.000 | 681  | 639  | 1.066 |
| 3    | Geleximco Thái Bình   | 4        | 4        | 13   | 17  | 13  | 1.308 | 678  | 671  | 1.010 |
| 4    | Ngân hàng Công Thương | 2        | 6        | 4    | 7   | 22  | 0.318 | 563  | 688  | 0.818 |
| 5    | Đắk Lắk               | 1        | 7        | 3    | 6   | 23  | 0.261 | 582  | 689  | 0.845 |

| Ngày        | Thời gian |                       | Điểm |                       | Set 1 | Set 2 | Set 3 | Set 4 | Set 5 | Tổng    | Nguồn |
| ----------- | --------- | --------------------- | ---- | --------------------- | ----- | ----- | ----- | ----- | ----- | ------- | ----- |
| 14 tháng 12 | 12:00     | Đắk Lắk               | 1–3  | HCĐG Hà Nội           | 25–16 | 22–25 | 18–25 | 10–25 |       | 75–91   |       |
| 14 tháng 12 | 16:00     | Ngân hàng Công Thương | 0–3  | Ninh Bình Doveco      | 17–25 | 20–25 | 21–25 |       |       | 58–75   |       |
| 16 tháng 12 | 14:00     | HCĐG Hà Nội           | 3–0  | Ngân hàng Công Thương | 25–18 | 25–19 | 25–19 |       |       | 75–56   |       |
| 16 tháng 12 | 16:00     | Ninh Bình Doveco      | 3–1  | Geleximco Thái Bình   | 25–21 | 25–22 | 23–25 | 25–17 |       | 98–85   |       |
| 17 tháng 12 | 14:00     | Đắk Lắk               | 3–2  | Geleximco Thái Bình   | 26–28 | 25–20 | 25–20 | 17–25 | 15–9  | 108–102 |       |
| 17 tháng 12 | 16:00     | HCĐG Hà Nội           | 3–0  | Ninh Bình Doveco      | 25–22 | 25–22 | 25–12 |       |       | 75–56   |       |
| 18 tháng 12 | 14:00     | Geleximco Thái Bình   | 3–0  | HCĐG Hà Nội           | 25–22 | 25–22 | 32–30 |       |       | 82–74   |       |
| 18 tháng 12 | 16:00     | Ngân hàng Công Thương | 3–2  | Đắk Lắk               | 25–22 | 20–25 | 36–38 | 25–16 | 15–12 | 121–113 |       |
| 20 tháng 12 | 12:00     | Ninh Bình Doveco      | 3–0  | Đắk Lắk               | 25–19 | 25–22 | 25–22 |       |       | 75–63   |       |
| 20 tháng 12 | 14:00     | Geleximco Thái Bình   | 3–1  | Ngân hàng Công Thương | 22–25 | 25–22 | 25–20 | 25–16 |       | 97–83   |       |

## Vòng chung kết - xếp hạng

### Vòng phân hạng 6-9 Nam
|  | Phân hạng 6-9   | Phân hạng 6-9   |                   |   | Trận tranh hạng 6 | Trận tranh hạng 6 |
|  |                 |                 |                   |   |                   |                   |
|  | 22 tháng 12     |                 |                   |   |                   |                   |
|  |                 |                 |                   |   |                   |                   |
|  | VLXD Bình Dương | 0               |                   |   |                   |                   |
|  | VLXD Bình Dương | 0               | 24 tháng 12       |   |                   |                   |
|  | Hà Nội          | 3               |                   |   |                   |                   |
|  | Hà Nội          | 3               | Hà Nội            | 3 |                   |                   |
|  | 22 tháng 12     |                 | Hà Nội            | 3 |                   |                   |
|  |                 | TP. Hồ Chí Minh | 1                 |   |                   |                   |
|  | TP. Hồ Chí Minh | TP. Hồ Chí Minh | 1                 | 3 |                   |                   |
|  | TP. Hồ Chí Minh |                 |                   | 3 |                   |                   |
|  | Bến Tre         | 1               |                   |   |                   |                   |
|  | Bến Tre         | 1               | Trận tranh hạng 8 |   |                   |                   |
|  |                 |                 |                   |   |                   |                   |
|  | 24 tháng 12     |                 |                   |   |                   |                   |
|  |                 |                 |                   |   |                   |                   |
|  | VLXD Bình Dương | 3               |                   |   |                   |                   |
|  | VLXD Bình Dương | 3               |                   |   |                   |                   |
|  | Bến Tre         | 0               |                   |   |                   |                   |

#### Phân hạng 6-9 Nam
| Ngày        | Thời gian |                 | Điểm |         | Set 1 | Set 2 | Set 3 | Set 4 | Set 5 | Tổng   | Nguồn     |
| ----------- | --------- | --------------- | ---- | ------- | ----- | ----- | ----- | ----- | ----- | ------ | --------- |
| 22 tháng 12 | 14:00     | VLXD Bình Dương | 0–3  | Hà Nội  | 20–25 | 19–25 | 30–32 |       |       | 69–82  | Trực tiếp |
| 22 tháng 12 | 18:00     | TP. Hồ Chí Minh | 3–1  | Bến Tre | 28–30 | 25–18 | 25–19 | 25–16 |       | 103–83 | Trực tiếp |

#### Trận tranh hạng 8 Nam
| Ngày        | Thời gian |                 | Điểm |         | Set 1 | Set 2 | Set 3 | Set 4 | Set 5 | Tổng  | Nguồn     |
| ----------- | --------- | --------------- | ---- | ------- | ----- | ----- | ----- | ----- | ----- | ----- | --------- |
| 24 tháng 12 | 14:00     | VLXD Bình Dương | 3–0  | Bến Tre | 25–23 | 25–20 | 25–20 |       |       | 75–63 | Trực tiếp |

#### Trận tranh hạng 6 Nam
| Ngày        | Thời gian |        | Điểm |                 | Set 1 | Set 2 | Set 3 | Set 4 | Set 5 | Tổng  | Nguồn     |
| ----------- | --------- | ------ | ---- | --------------- | ----- | ----- | ----- | ----- | ----- | ----- | --------- |
| 24 tháng 12 | 18:00     | Hà Nội | 3–1  | TP. Hồ Chí Minh | 25–23 | 18–25 | 25–20 | 27–25 |       | 95–93 | Trực tiếp |

### Top 4 Nam
|  | Bán kết            | Bán kết            |                   |   | Chung kết | Chung kết |
|  |                    |                    |                   |   |           |           |
|  | 23 tháng 12        |                    |                   |   |           |           |
|  |                    |                    |                   |   |           |           |
|  | Thể Công           | 3                  |                   |   |           |           |
|  | Thể Công           | 3                  | 25 tháng 12       |   |           |           |
|  | Hà Tĩnh            | 0                  |                   |   |           |           |
|  | Hà Tĩnh            | 0                  | Thể Công          | 0 |           |           |
|  | 23 tháng 12        |                    | Thể Công          | 0 |           |           |
|  |                    | Tràng An Ninh Bình | 3                 |   |           |           |
|  | Sanest Khánh Hòa   | Tràng An Ninh Bình | 3                 | 1 |           |           |
|  | Sanest Khánh Hòa   |                    |                   | 1 |           |           |
|  | Tràng An Ninh Bình | 3                  |                   |   |           |           |
|  | Tràng An Ninh Bình | 3                  | Trận tranh hạng 3 |   |           |           |
|  |                    |                    |                   |   |           |           |
|  | 25 tháng 12        |                    |                   |   |           |           |
|  |                    |                    |                   |   |           |           |
|  | Hà Tĩnh            | 1                  |                   |   |           |           |
|  | Hà Tĩnh            | 1                  |                   |   |           |           |
|  | Sanest Khánh Hòa   | 3                  |                   |   |           |           |

#### Bán kết Nam
| Ngày        | Thời gian |                  | Điểm |                    | Set 1 | Set 2 | Set 3 | Set 4 | Set 5 | Tổng  | Nguồn     |
| ----------- | --------- | ---------------- | ---- | ------------------ | ----- | ----- | ----- | ----- | ----- | ----- | --------- |
| 23 tháng 12 | 16:00     | Thể Công         | 3–0  | Hà Tĩnh            | 25–22 | 25–21 | 25–22 |       |       | 75–65 | Trực tiếp |
| 23 tháng 12 | 20:00     | Sanest Khánh Hòa | 1–3  | Tràng An Ninh Bình | 20–25 | 16–25 | 25–23 | 22–25 |       | 83–98 | Trực tiếp |

#### Trận tranh hạng 3 Nam
| Ngày        | Thời gian |         | Điểm |                  | Set 1 | Set 2 | Set 3 | Set 4 | Set 5 | Tổng  | Nguồn     |
| ----------- | --------- | ------- | ---- | ---------------- | ----- | ----- | ----- | ----- | ----- | ----- | --------- |
| 25 tháng 12 | 16:00     | Hà Tĩnh | 1–3  | Sanest Khánh Hòa | 17–25 | 25–18 | 19–25 | 17–25 |       | 78–93 | Trực tiếp |

#### Chung kết Nam
| Ngày        | Thời gian |          | Điểm |                    | Set 1 | Set 2 | Set 3 | Set 4 | Set 5 | Tổng  | Nguồn     |
| ----------- | --------- | -------- | ---- | ------------------ | ----- | ----- | ----- | ----- | ----- | ----- | --------- |
| 25 tháng 12 | 20:00     | Thể Công | 0–3  | Tràng An Ninh Bình | 27–29 | 21–25 | 21–25 |       |       | 69–79 | Trực tiếp |

### Vòng phân hạng 6-9 Nữ
|  | Phân hạng 6-9         | Phân hạng 6-9 |                       |   | Trận tranh hạng 6 | Trận tranh hạng 6 |
|  |                       |               |                       |   |                   |                   |
|  | 23 tháng 12           |               |                       |   |                   |                   |
|  |                       |               |                       |   |                   |                   |
|  | EDU Capital Thanh Hóa | 3             |                       |   |                   |                   |
|  | EDU Capital Thanh Hóa | 3             | 25 tháng 12           |   |                   |                   |
|  | Ngân hàng Công Thương | 2             |                       |   |                   |                   |
|  | Ngân hàng Công Thương | 2             | EDU Capital Thanh Hóa | 1 |                   |                   |
|  | 23 tháng 12           |               | EDU Capital Thanh Hóa | 1 |                   |                   |
|  |                       | Đắk Lắk       | 3                     |   |                   |                   |
|  | Kinh Bắc Bắc Ninh     | Đắk Lắk       | 3                     | 1 |                   |                   |
|  | Kinh Bắc Bắc Ninh     |               |                       | 1 |                   |                   |
|  | Đắk Lắk               | 3             |                       |   |                   |                   |
|  | Đắk Lắk               | 3             | Trận tranh hạng 8     |   |                   |                   |
|  |                       |               |                       |   |                   |                   |
|  | 25 tháng 12           |               |                       |   |                   |                   |
|  |                       |               |                       |   |                   |                   |
|  | Ngân hàng Công Thương | 0             |                       |   |                   |                   |
|  | Ngân hàng Công Thương | 0             |                       |   |                   |                   |
|  | Kinh Bắc Bắc Ninh     | 3             |                       |   |                   |                   |

#### Phân hạng 6-9 Nữ
| Ngày        | Thời gian |                       | Điểm |                       | Set 1 | Set 2 | Set 3 | Set 4 | Set 5 | Tổng   | Nguồn     |
| ----------- | --------- | --------------------- | ---- | --------------------- | ----- | ----- | ----- | ----- | ----- | ------ | --------- |
| 23 tháng 12 | 14:00     | EDU Capital Thanh Hóa | 3–2  | Ngân hàng Công Thương | 25–15 | 25–18 | 24–26 | 24–26 | 15–12 | 113–97 | Trực tiếp |
| 23 tháng 12 | 18:00     | Kinh Bắc Bắc Ninh     | 1–3  | Đắk Lắk               | 21–25 | 25–20 | 20–25 | 18–25 |       | 84–95  | Trực tiếp |

#### Trận tranh hạng 8 Nữ
| Ngày        | Thời gian |                       | Điểm |                   | Set 1 | Set 2 | Set 3 | Set 4 | Set 5 | Tổng  | Nguồn     |
| ----------- | --------- | --------------------- | ---- | ----------------- | ----- | ----- | ----- | ----- | ----- | ----- | --------- |
| 25 tháng 12 | 14:00     | Ngân hàng Công Thương | 0–3  | Kinh Bắc Bắc Ninh | 18–25 | 21–25 | 18–25 |       |       | 57–75 | Trực tiếp |

#### Trận tranh hạng 6 Nữ
| Ngày        | Thời gian |                       | Điểm |         | Set 1 | Set 2 | Set 3 | Set 4 | Set 5 | Tổng  | Nguồn     |
| ----------- | --------- | --------------------- | ---- | ------- | ----- | ----- | ----- | ----- | ----- | ----- | --------- |
| 25 tháng 12 | 18:00     | EDU Capital Thanh Hóa | 1–3  | Đắk Lắk | 20–25 | 23–25 | 26–24 | 22–25 |       | 91–99 | Trực tiếp |

### Top 4 Nữ
|  | Bán kết                    | Bán kết     |                            |   | Chung kết | Chung kết |
|  |                            |             |                            |   |           |           |
|  | 22 tháng 12                |             |                            |   |           |           |
|  |                            |             |                            |   |           |           |
|  | Bộ Tư lệnh Thông tin - FLC | 3           |                            |   |           |           |
|  | Bộ Tư lệnh Thông tin - FLC | 3           | 24 tháng 12                |   |           |           |
|  | Ninh Bình Doveco           | 0           |                            |   |           |           |
|  | Ninh Bình Doveco           | 0           | Bộ Tư lệnh Thông tin - FLC | 3 |           |           |
|  | 22 tháng 12                |             | Bộ Tư lệnh Thông tin - FLC | 3 |           |           |
|  |                            | HCĐG Hà Nội | 1                          |   |           |           |
|  | HCĐG Hà Nội                | HCĐG Hà Nội | 1                          | 3 |           |           |
|  | HCĐG Hà Nội                |             |                            | 3 |           |           |
|  | Than Quảng Ninh            | 2           |                            |   |           |           |
|  | Than Quảng Ninh            | 2           | Trận tranh hạng 3          |   |           |           |
|  |                            |             |                            |   |           |           |
|  | 24 tháng 12                |             |                            |   |           |           |
|  |                            |             |                            |   |           |           |
|  | Ninh Bình Doveco           | 2           |                            |   |           |           |
|  | Ninh Bình Doveco           | 2           |                            |   |           |           |
|  | Than Quảng Ninh            | 3           |                            |   |           |           |

#### Bán kết Nữ
| Ngày        | Thời gian |                            | Điểm |                  | Set 1 | Set 2 | Set 3 | Set 4 | Set 5 | Tổng    | Nguồn     |
| ----------- | --------- | -------------------------- | ---- | ---------------- | ----- | ----- | ----- | ----- | ----- | ------- | --------- |
| 22 tháng 12 | 16:00     | Bộ Tư lệnh Thông tin - FLC | 3–0  | Ninh Bình Doveco | 25–21 | 26–24 | 25–12 |       |       | 76–57   | Trực tiếp |
| 22 tháng 12 | 20:00     | HCĐG Hà Nội                | 3–2  | Than Quảng Ninh  | 18–25 | 28–26 | 18–25 | 25–22 | 15–10 | 104–108 | Trực tiếp |

#### Trận tranh hạng 3 Nữ
| Ngày        | Thời gian |                  | Điểm |                 | Set 1 | Set 2 | Set 3 | Set 4 | Set 5 | Tổng   | Nguồn     |
| ----------- | --------- | ---------------- | ---- | --------------- | ----- | ----- | ----- | ----- | ----- | ------ | --------- |
| 24 tháng 12 | 16:00     | Ninh Bình Doveco | 2–3  | Than Quảng Ninh | 13–25 | 25–14 | 25–22 | 22–25 | 12–15 | 97–101 | Trực tiếp |

#### Chung kết Nữ
| Ngày        | Thời gian |                            | Điểm |             | Set 1 | Set 2 | Set 3 | Set 4 | Set 5 | Tổng  | Nguồn     |
| ----------- | --------- | -------------------------- | ---- | ----------- | ----- | ----- | ----- | ----- | ----- | ----- | --------- |
| 24 tháng 12 | 20:00     | Bộ Tư lệnh Thông tin - FLC | 3–1  | HCĐG Hà Nội | 25–19 | 22–25 | 25–15 | 25–13 |       | 97–72 | Trực tiếp |

## Xếp hạng chung cuộc
| \| Thứ hạng \| Giải Nam \| Giải Nữ \| \| -------- \| ------------------ \| -------------------------- \| \| 1 \| Tràng An Ninh Bình \| Bộ Tư lệnh Thông tin - FLC \| \| 2 \| Thể Công \| HCĐG Hà Nội \| \| 3 \| Sanest Khánh Hòa \| Than Quảng Ninh \| \| 4 \| Hà Tĩnh \| Ninh Bình Doveco \| \| 5 \| Biên Phòng \| Geleximco Thái Bình \| \| 6 \| Hà Nội \| Đắk Lắk \| \| 7 \| TP. Hồ Chí Minh \| EDU Capital Thanh Hóa \| \| 8 \| VLXD Bình Dương \| Kinh Bắc Bắc Ninh \| \| 9 \| Bến Tre \| Ngân hàng Công Thương \| \| 10 \| Lavie Long An \| VTV Bình Điền Long An \| |                    |                            |
| Thứ hạng | Giải Nam           | Giải Nữ                    |
| 1 | Tràng An Ninh Bình | Bộ Tư lệnh Thông tin - FLC |
| 2 | Thể Công           | HCĐG Hà Nội                |
| 3 | Sanest Khánh Hòa   | Than Quảng Ninh            |
| 4 | Hà Tĩnh            | Ninh Bình Doveco           |
| 5 | Biên Phòng         | Geleximco Thái Bình        |
| 6 | Hà Nội             | Đắk Lắk                    |
| 7 | TP. Hồ Chí Minh    | EDU Capital Thanh Hóa      |
| 8 | VLXD Bình Dương    | Kinh Bắc Bắc Ninh          |
| 9 | Bến Tre            | Ngân hàng Công Thương      |
| 10 | Lavie Long An      | VTV Bình Điền Long An      |

2 đội Long An bỏ giải vì ảnh hưởng của dịch Covid-19 nên bị xếp hạng 10.

## Các giải thưởng
Tổng giải thưởng: do Liên đoàn bóng chuyền Việt Nam chi:
- Giải nhất: Cúp, cờ, huy chương vàng và 500.000.000đ cho 2 đội Nam Tràng An Ninh Bình và Nữ Bộ Tư lệnh Thông tin - FLC.
- Giải nhì: Cờ, huy chương bạc và 300.000.000đ cho 2 đội Nam Thể Công và Nữ HĐCG Hà Nội.
- Giải ba: Cờ, huy chương đồng và 200.000.000đ cho 2 đội Nam Sanest Khánh Hòa và Nữ Than Quảng Ninh.
- Giải KK: 100.000.000đ cho 2 đội Nam Hà Tĩnh và Nữ Ninh Bình Doveco.
- VĐV tấn công xuất sắc: 10.000.000đ cho Nguyễn Văn Quốc Duy của Thể Công và Nguyễn Thị Bích Tuyền của Ninh Bình Doveco.
- VĐV chuyền hai xuất sắc: 10.000.000đ cho Giang Văn Đức của Tràng An Ninh Bình và Đoàn Thị Lâm Oanh của Bộ Tư lệnh Thông tin - FLC.
- VĐV phòng thủ xuất sắc: 10.000.000đ cho Huỳnh Trung Trực của Sanest Khánh Hòa và Lê Thị Thanh Liên của HĐCG Hà Nội.

Ngoài ra, các đội tốp đầu có thể nhận được các giải thưởng khác của các nhà tài trợ trao tặng khi kết thúc giải.

## Một số điểm nhấn của mùa giải
Sau 12 ngày tranh tài, vòng II và vòng Chung kết giải bóng chuyền Vô địch Quốc gia cúp Bamboo Airways 2021 đã chính thức khép lại với rất nhiều dấu ấn. Những ảnh hưởng nặng nề của dịch bệnh COVID-19 đã khiến bóng chuyền Việt Nam gặp rất nhiều khó khăn trong năm 2021 nhưng đã cán đích thành công. Với chiến thắng 3-1 trước Hóa chất Đức Giang ở trận Chung kết, đội bóng Bộ Tư lệnh Thông tin - FLC đã có 12 chức vô địch bóng chuyền quốc gia. Ở nội dung nam, sau 9 năm chờ đợi Tràng An Ninh Bình đã mang về chiếc cúp vô địch thứ 4 trong lịch sử đội bóng.
Một điểm nhấn quan trọng của giải bóng chuyền VĐQG năm 2021 là số tiền thưởng kỷ lục 500 triệu đồng cho đội vô địch, 300 triệu cho đội về nhì và 200 triệu cho đội đứng thứ ba. Cộng thêm mức thưởng 300 triệu đồng của cựu Chủ tịch ngân hàng Bưu điện Liên Việt ông Nguyễn Đức Hưởng, đội vô địch nhận được 800 triệu đồng. Ngoài ra BTL Thông Tin được nhà tài trợ FLC tặng thưởng thêm 2 tỷ đồng.